# Ägyptisches Fatwa-Amt
Das Ägyptische Fatwa-Amt (arabisch دار الإفتاء المصرية Dar al-Ifta al-Misriya, DMG Dār al-Iftāʾ al-Miṣrīya) ist ein Zentrum für islamische Rechtsfragen (Fatwa) in Ägypten. Es wurde 1895 aufgrund eines Dekrets des letzten Khediven Abbas Hilmi Pascha gegründet. Das Rechtsgutachtergremium wird vom Großmufti von Ägypten geleitet. Neben der al-Azhar-Universität ist es die wichtigste islamische Institution in Ägypten. Seit 2013 ist der ägyptische Großmufti Schawki Ibrahim Allam als Nachfolger von Ali Gomaa im Amt.